# Symbole Terytoriów Północno-Zachodnich
Oficjalne symbole prowincji Terytoriów Północno-Zachodnich 
| Flaga                          | Flaga |
| ------------------------------ | --- |
| Terytoria Północno-Zachodnie   | Flaga składa się z trzech pionowych pasów. Zewnętrzne, niebieskie symbolizują jeziora i rzeki terytorium, a biały środkowy śniegi. W centralnym punkcie flagi, na białym obszarze znajduje się tarcza herbowa godła terytorium. Flaga została zaadaptowana w 1969 roku. |
| Herb                           | |
|                                | Tarcza herbowaTrójdzielna. W górnej części, na białym tle wyobrażona jest niebieska falista linia. Ta cześć symbolizuje Przejście Północno-Zachodnie, drogę z Europy do Azji prowadzącą przez Północnoamerykański region Polarny. Wielokrotne próby przebycia tej drogi przyczyniły się do okrycia i zbadania wielu rejonów północnych rubieży terytorium. Falista linia dzielącą po przekątnej dolną część tarczy symbolizuje granicę lasów. Zielony obszar poniżej jej symbolizuje lasy (tajgę) na południe od niej, czerwony zaś tundrę na północ od niej. Naturalnym bogactwem południowej części jest złoto, symbolizowane samorodki na zielonym tle, a północnej zwierzyna symbolizowany tu przez głowę lisa polarnego. GodłoTarcza herbowa zwieńczona jest różą wiatrów symbolizującą biegun północny, który stanowił północną granicę terytorium do czasu utworzenia Nunavut. Różę wiatrów obejmują dwa narwale typowe zwierzęta morskie występujące przy północnych wybrzeżach. Wszystkie trzy elementy spoczywają na typowej dla kanadyjskiej heraldyki biało czerwonej poduszce. Godło nadane przez królową Elżbietę II 7 lutego 1957 roku. |
| Symbole zwierzęce i roślinne   | |
|                                | Białozór (Falco rusticolus) – ptak występujący w całym obszarze tundrowym włączając w to większość wysp arktycznych. Różniący się w maści od szarego przez wszystkie odcienie brązu skończywszy na niemal doskonale czarnym, jest największym ptakiem amerykańskiej północy. Żywi się drobnymi zwierzęta mi lądowymi i innymi ptakami. Jako symbol zaadaptowany w 1990 roku. |
|                                | Lipień (Thymallus arcticus) – ryba występująca powszechnie we wszystkich wodach śródlądowych terytorium. Jako symbol zaadaptowana w 1999. |
|                                | Dębik ośmiopłatkowy (Dryas octopetala) – kwiat spotykany w wielu obszarach terytorium, rosnący na względnie suchym podłoży wśród skał i kamieni. Składa się z krótkiej łodygi posiadającej pojedynczy kwiat. Symbol zaadaptowany w 1957 roku. |
|                                | Modrzew amerykański (Larix laricina) – średniej wielkości drzewo wyrastające maksymalnie do 15 metrów. Używany jest na drewno opałowe oraz do produkcji słupów, a także jako drzewo ozdobne. Zaadaptowane jako symbol w 1999 roku. |
| Symbole mineralne              | |
|                                | Złoto – minerał nieodłącznie związany z historią terytorium poprzez gorączką złota w Klondike. Także i współcześnie złoto wydobywane jest w terytorium, będąc ważną dziedziną terytorialnej gospodarki. Symbol zaadaptowany w 1991. |
|                                | Diament – zaadaptowany w 1999 dla upamiętnienia otwarcia pierwszej kanadyjskiej kopalni diamentów znajdującej się na terenach terytorium. |
| Tartan                         | |
|                                | Szkocka Krata oficjalnie zarejestrowana zawiera następujące kolory symbolizujące: - biały – śniegi i lody - zielony – lasy - żółty – jesienne liście drzew - czerwony – tundra - niebieski – wody, rzeki, jeziora i morze. |
| Tablica rejestracyjna pojazdów | |
|                                | ;Element graficzny: tablica w kształcie profilu niedźwiedzia polarnego SloganExplore Canadian's Arctic – Poznaj kanadyjska Arktykę |